# Joy Buolamwini
Joy Buolamwini   (Edmonton, 1989) és una informàtica i activista digital ghanesa-americana.

## Biografia
Va néixer al Canadà però va créixer a Mississipi, on va assistir a la Cordova High School. Als 9 anys, inspirada pel robot del MIT Kismet, va aprendre de forma autodidàcta XHTML, Javascript i PHP.
Va estudiar informàtica al Georgia Institute of Technology, on va fer recerca en informàtica biomèdica. Va estudiar amb una beca Stamps President's Scholar de la mateixa universitat i es va graduar el 2012. Va ser la finalista més jove del premi Georgia Tech InVenture del 2009.
Va obtenir diferents beques i ajudes durant els seus estudis i va poder fer estades a la Universitat d'Oxford i al MIT.
Va ser saltadora amb perxa durant la seva joventut.
Ha viscut a Ghana, Barcelona, Memphis i Atlanta.

## Carrera científica
El 2011 va afegir-se a l'equip del projecte Trachoma del Centre Carter per desenvolupar un sistema d'avaluació basat en Android per Etiòpia i ajudar a erradicar la malaltia arreu del món.
El 2013 i com a associada Fulbright, va treballar amb enginyers locals a Zàmbia per animar als joves per convertir-se en creadors tecnològics. El 2016 va participar en la cimera de la Casa Blanca Computer Science for All.
És científica al MIT Media Lab, on identifica biaix en algorismes i desenvolupa bones pràctiques per mitigar-ho durant el seu desenvolupament. Durant la seva recerca, va mostrar unes 1000 cares a sistemes de reconeixement facial, els va demanar saber si les cares eren homes o dones i va veure que el software tenia dificultats en reconèixer dones negres. La seva feina sobre el tema ha atret força atenció mediàtica. Un article científic seu va tenir força impacte i li va permetre treballar amb IBM i Microsoft per millorar el seu software.
També és la Cap de tecnologia (CTO) de l'empresa d'informàtica biomèdica Techturized Inc.